# 허먼 램
허먼 램(Herman Lamm), 바런 램(Baron Lamm)으로 알려진 허먼 칼 램(Herman Karl Lamm, 1890년 4월 19일 – 1930년 12월 16일)은 독일계 미국인 은행강도였다. 미국으로 이주한 전 프로이센 육군 군인이었던 램은 강도 사건에는 군사 작전의 모든 계획이 필요하다고 믿었다. 그는 강도를 저지르기 전에 은행을 "덮고" 탈출 경로를 개발하는 개념을 개척했다. 그는 "램 기법(The Lamm Technique)"이라는 치밀한 계획 시스템을 사용하여 제1차 세계 대전 말부터 수십 건의 은행 강도 사건을 성공적으로 수행했다.
1930년, 램은 잘못된 강도 사건 이후 일리노이주 시델에서 법 집행 기관에 둘러싸여 자살했다. 램 기법은 악명 높은 존 딜린저를 포함하여 전국의 다른 은행 강도들에 의해 연구되고 모방되었다.